# Huit de Šargan

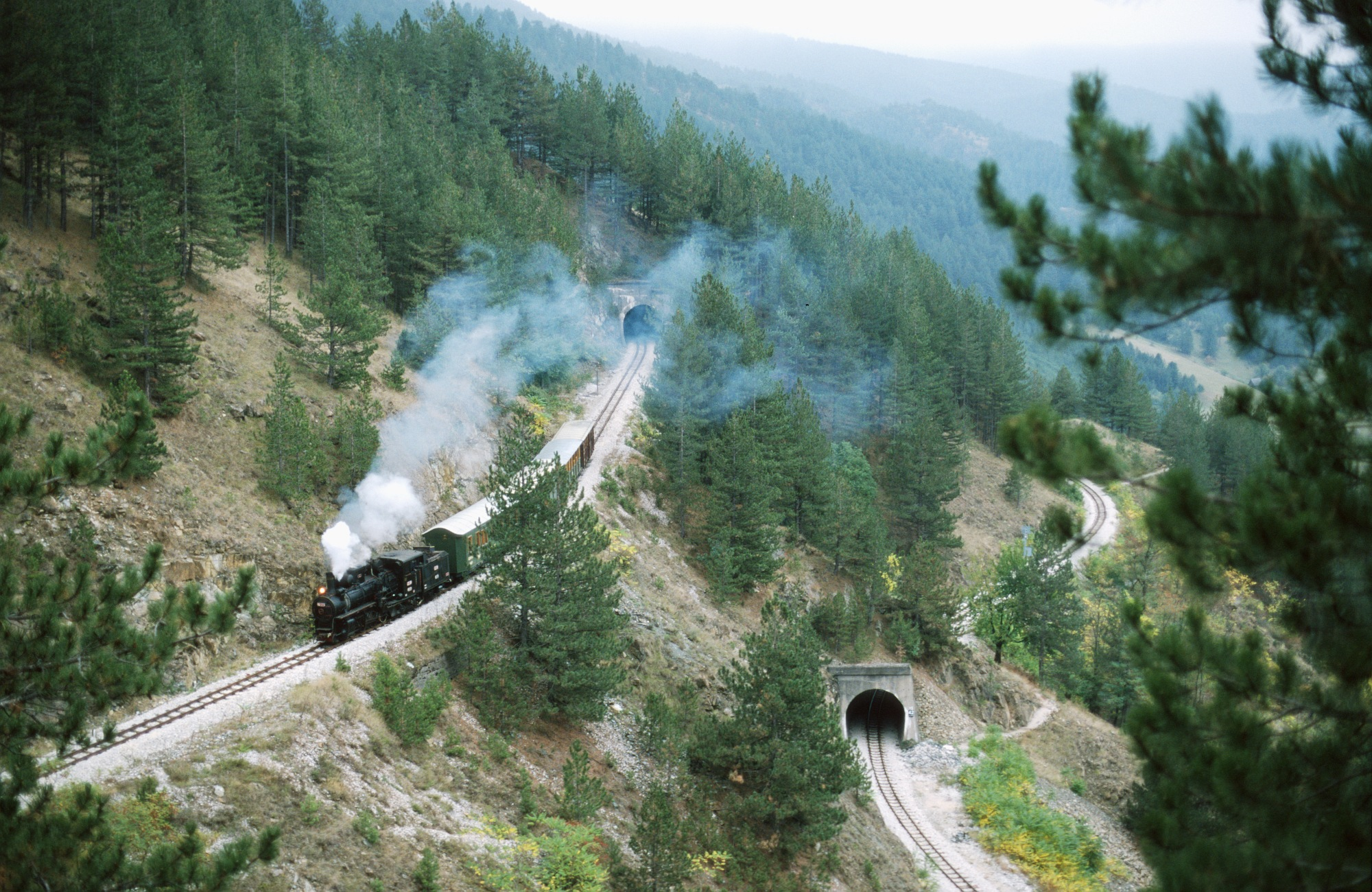
Train avec un moteur de classe 83

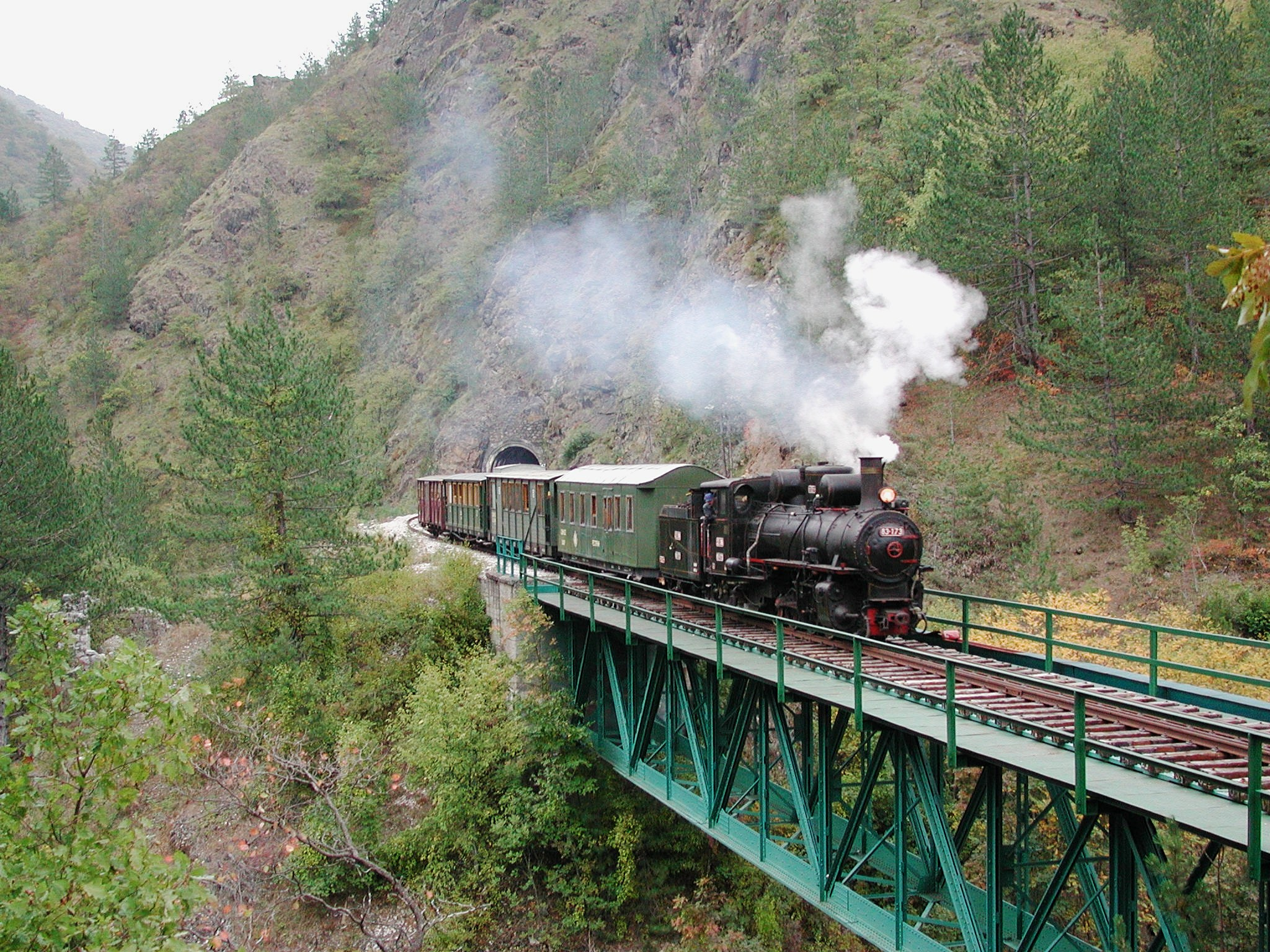
Train passant sur le plus grand pont de la ligne

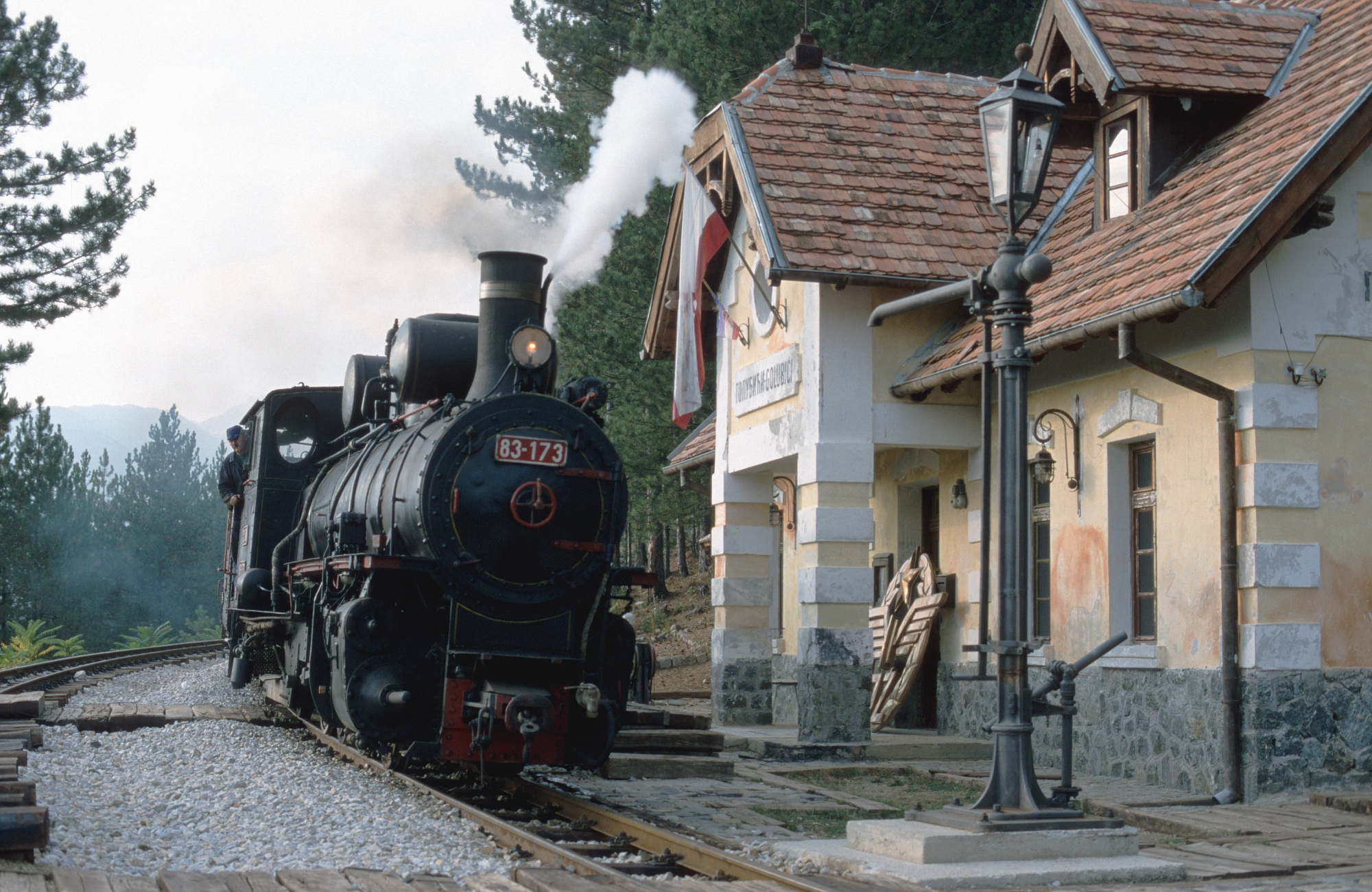
La gare de Golubiči

Le Huit de Šargan, en serbe cyrillique Шарганска осмица et en serbe translittéré Šarganska osmica, est une ligne de chemin de fer touristique située en Serbie dans le district montagneux de Zlatibor. Longue de 15 km, la ligne à voie étroite relie les villages de Mokra Gora et de Šargan Vitasi. L'écartement des voies est de 760 mm. La ligne est gérée conjointement par le ministère du Tourisme de Serbie et par les Chemins de fer de Serbie (Železnice Srbije).

## Présentation
Construite dans une région montagneuse, la ligne vue du ciel ressemble à un « 8 », d'où le surnom qui lui a été donné de Šarganska osmica, le Huit de Šargan. Cette forme en huit permet au train de gravir progressivement la pente escarpée de la montagne.
Autrefois, la Šarganska osmica constituait un tronçon de la ligne régulière Belgrade-Sarajevo. Réalisée entre 1921 et 1925, elle fut fermée au service voyageur en 1974. La partie actuellement en service a été reconstruite entre 1999 et 2003. Une prolongation jusqu'à Višegrad, en Bosnie-Herzégovine, est actuellement en construction.
Dans La Vie est un miracle, le réalisateur serbe Emir Kusturica raconte l'histoire d'un petit train perdu entre la Serbie et la Bosnie ainsi que celle de Luka, un chef de gare obsédé par sa fonction et qui refuse d'affronter la réalité de la guerre. Le train du film est celui qui parcourt le Huit de Šargan et la gare choisie par Kusturica est celle de Golubiči ; cette gare, où le train s'arrête à heure fixe, a été construite pour les besoins d'un changement d'aiguillage ; elle offre la particularité de n'accueillir aucun voyageur. Pour les besoins de son film, Kusturica a fait construire l'ethno-village de Drvengrad (Küstendorf), « le village en bois » ; fasciné par la beauté de la région, il est, depuis, devenu directeur du parc naturel de Mokra-Gora Šargan.